# Канмор (Алберта)
Канмор (енгл. Canmore) је варош у југозападном делу канадске провинције Алберта и део је статистичке регије Стеновите планине Алберте. Налази се око 81 км западно од града Калгарија у близини југоисточне границе националног парка Банф. Варош лежи у долини реке Боу на Стеновитим планинама на надморској висини од око 1.400 m. Кроз насеље пролази трансканадски аутопут и канадска пацифичка железница. 
Насеље Канмор развило се као рударски центар 1884. године. Први рудник угља отворен је 1887. године и експлоатација овог енергента представљала је најважнију делатност у насељу све до 1979. када су рудници угља затворени. Насеље је 1965. добило статус вароши и тада је у њему живело око 2.000 становника. 
Прекретницу у развоју Канмора представљале су Зимске олимпијске игре 1988. чији домаћин је био град Калгари, док је Канмор угостио такмичења у нордијском скијању. Од тада ова варош има статус зимског туристичког центра, а туризам је постао основна делатност. 
Према резултатима пописа становништва из 2011. у варошици је живело 12.288 становника у око 8.000 домаћинстава, што је за 2,1% више у односу на попис из 2006. када је регистровано 12.039 житеља. На основу броја становника (више од 10.000) Канмор задовољава услов за добијање статуса града у Алберти, и једна је од највећих вароши у провинцији.

## Становништво
| 1996. | 2001.  | 2006.  | 2011.  | 2016.  |
| ----- | ------ | ------ | ------ | ------ |
| 8.354 | 10.792 | 12.039 | 12.288 | 13.992 |